# مكعب عدد

في الحسابيات،مكعب عدد (بالإنجليزية: cube of a number)‏ ما هو العدد نفسه مرفوعاً للأس الثالث. أو هو حاصل ضرب العدد بنفسه ثلاث مرات:
x × x × x = x3
وهي الصيغة ذاتها التي تعطي حجم شكل المكعب ذو طول ضلع ن، ومن هنا يأتي اسم مكعب.
عكس عملية إيجاد مكعب عدد هي إيجاد الجذر التكعيبي، وبشكل مماثل هذه العملية تعطي طول ضلع مكعب بدءاً من حجمه.